# Озеро Арпі (національний парк)
Національний парк «Озеро Арпі» створено в 2010 р. на крайньому північному заході  Вірменії, в області  Ширак з метою збереження природних пам'яток природи, різноманіття ландшафту і біологічного середовища річки Ахурян, озер  Арпі й Арденіс, екосистем альпійських і заплавних лук, розташованих між східною частиною гірського пасма Егнахагу і південно-західною частиною Джавахкської гірської гряди. 

Озеро Арпі

Висота над рівнем моря коливається від 2000 метрів у долині до 3000 в горах. Тут самий суворий клімат у всьому регіоні: взимку морози досягають позначки −50 °C, бурани перетворюють округу в снігову пустелю.
Площа національного парку становить 62000 га, на його території росте близько 670 видів рослин, 22 з яких занесені до Червоної книги Вірменії, мешкає 30 видів ссавців, у тому числі такий рідкісний вид, як європейська видра, крім того тут зустрічається 200 видів птахів, 40 з яких занесені в Червону книгу Вірменії.
З рослин тут трапляються акантолімон Габріеляна (Acantholimon gabrieljanii), астрагал гокчийський (Astragalus goktschaicus), вайда севанська (Isatis sevangensis), горобини лурістанська (Sorbus luristanica) і айастанська (Sorbus hajastana), горицвіт волзький і багато інших.
В озері зустрічається 9 видів риб, у тому числі, сиг, вусань і короп.
На території парку проживає 6 видів амфібій, 17 видів  рептилій, серед них (ящірка вірменська, вуж, мідянка, гадюка).
Тут можна зустріти близько 267 видів птахів: вірменський мартин, крижень, сіра гуска, лиска , лебідь-кликун, баклан, коровайка та багатьох інших.